# الوادي (تبن)

تعديل مصدري - تعديل

الوادي هي إحدى قرى عزلة الحوطة بمديرية تبن التابعة لمحافظة لحج، بلغ تعداد سكانها 456 نسمة حسب تعداد اليمن لعام 2004.